# Wesenstest für Hunde (Deutschland)
Ein Wesenstest für Hunde ist ein Test, mit dem Verhaltenseigenschaften (das „Wesen“ und der „Charakter“) eines Hundes überprüft werden. Solche Tests spielen seit langem in der Hundezucht sowie bei der Auswahl potenzieller Diensthunde eine Rolle. Außerdem waren sie Gegenstand von Gutachten für auffällig gewordene Hunde. Nachdem es ungefähr ab dem Jahr 2000 eine verstärkte Medienberichterstattung und großes öffentliches Interesse an einigen Angriffen von Hunden auf Menschen gab, die dabei verletzt und in einigen Fällen sogar getötet wurden, wurden in Deutschland Wesenstests vom Gesetzgeber eingeführt. In den meisten Bundesländern wurden Hundeverordnungen und Hundegesetze verabschiedet, die dem Halter eines Hundes aus bestimmten Rassen einen Test der Verhaltenseigenschaften des Hundes auferlegen. Das Verwaltungsgericht Gießen hat in einem Urteil die Begriffe Listenhund und Aggressionshund geprägt. Solche Hunde sind – je nach entsprechendem Landesgesetz – meist zu Wesenstests verpflichtet.

## Ziel des Tests
Das Ziel dieser Tests ist, die Besonderheiten im Verhalten der einzelnen Tiere zu erkunden, um aktuell gefährliche Hunde zu erkennen. Eine langfristige Prognose zum künftigen Verhalten eines Tieres ist mit großen Unsicherheiten behaftet, da das Verhalten vor allem auch von den Haltungsumständen abhängt. Jeder Hund kann zum aggressiven Hund erzogen werden, dagegen hilft auch kein bestandener Wesenstest. Bei Listenhunden kann aber die behauptete genetische Aggressionssteigerung geprüft werden, da diese grundsätzlich entweder vorhanden ist oder nicht. Im Bundesland Hessen muss dieser Test nach vier Jahren wiederholt werden.

## Durchführung und Folgen des Tests
Die Bezeichnung ‚Wesenstest‘ ist nicht geschützt oder genormt. Aus der Vielfalt der Wesens- und Verhaltenstests ist besonders der Wesenstest gemäß dem Niedersächsischen Hundegesetz (vormals Niedersächsische Gefahrtier-Verordnung, GefTVO) bekannt. Dieser Test, der von NETTO und PLANTA im Jahr 1997, also schon lange vor der sogenannten „Kampfhundediskussion“ 2000 entwickelt wurde, wurde von Fachwissenschaftlern aufgrund verhaltensbiologischer und tiermedizinischer Erkenntnisse weiterentwickelt.
Der niedersächsische Wesenstest hat folgende Merkmale:
- Durchführung durch einen Tierarzt mit vorgeschriebener Mindestdauer der Fortbildung in Hundeverhaltenslehre
- Vorabtest des Hundes auf Beruhigungsmittel und Krankheiten, welche das Verhalten beeinflussen könnten
- vollständige Dokumentation des gesamten Testablaufs auf Video
- alle Testaufgaben werden mindestens zweimal durchlaufen
- der prüfende Tierarzt richtet zu jeder Zeit seine ungeteilte Aufmerksamkeit auf einen zu prüfenden Hund
- gerichtsverwertbare schriftliche Dokumentation jeder Teststation mit detaillierten Angaben zum Ausdrucksverhalten des Tieres
- standardisierter Testablauf ohne Möglichkeit der willkürlichen Hinzufügung oder des Auslassens von Testsituationen
- Punktesystem zur wissenschaftlichen Auswertung der Ergebnisse

Zur Durchführung des niedersächsischen Wesenstests sind bestimmte Tierärzte von der niedersächsischen Landesregierung bevollmächtigt. Die Zulassung kann widerrufen werden, wenn die Kontrolle Beanstandungen bei der Durchführung ergibt. Zu Kontrollzwecken können die Videoaufnahmen und die zugehörigen Verhaltensgutachten von einer Kontrollinstanz geprüft werden.
Die meisten Wesenstests in Niedersachsen wurden von der Tierärztlichen Hochschule Hannover durchgeführt. Die Durchführung dauert einen Tag und kostet dort 400 € einschließlich Ausfertigung des Gutachtens, das typischerweise 7 bis 8 Seiten umfasst.
In anderen Bundesländern wird der Test oft als standardisierter Kurztest und Inaugenscheinnahme des Hundes durch einen verhaltensbiologisch versierten Beauftragten des örtlichen Ordnungsamts vorgenommen. Verordnungen, Tests und die Folgen für Halter und Tier, wenn der Hund den Test nicht besteht, variieren dabei von Bundesland zu Bundesland. Die Sanktionen können letztlich bis hin zur Beschlagnahme des Hundes führen.
In verschiedenen Hundezuchtverbänden werden für dem Verband angeschlossene Züchter Veranstaltungen durchgeführt, auf denen Zuchthunde von beauftragten Mitgliedern begutachtet werden. Dieser Vorgang wird auch Wesenstest genannt. Im Unterschied zum niedersächsischen Wesenstest fehlen hier wesentliche Elemente, wie die Tierarzteigenschaft des Prüfers, die Bedrohungssituationen und die Videoaufzeichnung. Es werden stattdessen teils rassespezifische oder einsatztypische Veranlagungen mit bewertet, wie Spürtrieb oder Schussfestigkeit. Das Gutachten umfasst oft nur eine Seite und hat außerhalb des Vereins keine Funktion.

## Inhalt des Wesenstests
Der niedersächsische Wesenstest besteht aus den Hauptbestandteilen
1. Hund-Mensch-Kontakt
2. Hund-Umwelt-Kontakt
3. Hund-Hund-Kontakt und
4. Gehorsam

Wichtige Einzelaufgaben sind u. a. zum ersten Abschnitt:
- Rang anmaßende Gesten (Handauflegen auf Rücken und Kopf, Umfassen des Fanges)
- Anstarren (Drohfixieren)
- Konfrontation mit mehreren Personen, die Blindenstock und Gehstock benutzen
- Konfrontation mit Joggern und Personen, die sich wie Betrunkene benehmen und nach Alkohol riechen
- Einige Personen kommen auf den Hund zu (nicht zielgerichtet) und bleiben mit Körperberührung neben ihm stehen (Fahrstuhlsituation)
- Eine Person liegt am Boden (oder hockt sich hin) und steht abrupt auf, als Halter und Hund den Testgang machen (Abstand 2 m).
- Eine Person schreit den Hund wütend an.

Zum zweiten Abschnitt gehören diese Aufgaben:
- Ein Regenschirm wird unmittelbar vor dem Hund aufgespannt
- Klingelndes Fahrrad und hupendes Auto müssen passiert werden
- Ein Kinderwagen mit Babygeräuschen wird vorbeigeschoben
- Eine Testperson geht auf den Hund zu, schreit ihn an
- Eine Person bedroht den Hund mit einem Stock
- Eine Person geht mit einem brennenden Feuerzeug auf den Hund zu

Zum dritten Abschnitt gehören diese Aufgaben:
- Zwei Hunde passieren den Prüfling
- Konfrontation mit einem gleichgeschlechtlichen Hund hinter einem Zaun.
- Der zu prüfende Hund wird vom Halter isoliert (Sichtschutz) ca. 2 m vor dem Zaun angebunden und mit einem gleichgeschlechtlichen Hund konfrontiert.

Der vierte Abschnitt der Prüfungsaufgaben enthält als Prüfsituationen verschiedene alltägliche Aufgaben, wie das Rufen des Hundes aus dem Freilauf, das Ausführen der Kommandos „Sitz“ und „Platz“ und das Ausgeben eines Spielzeugs (Ball) auf Kommando.
Diese Aufzählung von Aufgaben stellt nur einen Ausschnitt aus dem mehrstündigen niedersächsischen Wesenstest dar.

## Bewertung des Hundeverhaltens beim Wesenstest
Es geht insbesondere um die Prüfung der Reaktion des Hundes auf solche Reize, die bekannterweise Aggressionsverhalten bei Hunden auslösen können. Aggressionsverhalten ist ein normaler Bestandteil des Sozialverhaltens auch bei Hunden. Hunde, die in adäquat bedrohlichen oder ängstigenden Situationen knurren oder bellen, sind nicht pauschal als gefährlich einzustufen.
Hundehalter müssen in der Lage sein, das Aggressionsverhalten ihrer Hunde regelnd zu beeinflussen, so dass keine Belästigung oder gar Gefährdungen von Menschen und/oder Artgenossen auftreten. Hunde müssen entsprechenden Reizen begegnen können, ohne dass eine Situation eskaliert.
Ziel des niedersächsischen Wesenstests ist es, Hunde mit gestörtem Sozialverhalten, insbesondere einem unakzeptablen (inadäquaten) Aggressionsverhalten (Fehlen der Eskalationsstufen) herauszufinden, denn sie sind für ihre Umwelt aufgrund der dargestellten Störung ihres Sozialverhaltens ein erhöhtes Gefährdungspotenzial.
Bei den teils extremen Provokationen, wie Anschreien des Hundes oder Bedrohung mit einem Knüppel, ist ein adäquates Aggressionsverhalten (wie Knurren, Drohbellen) als normal zu werten. Wichtig ist, dass das Verhalten abgestuft gezeigt wird. Bestanden gilt der niedersächsische Wesenstest beispielsweise dann noch, wenn ein Hund bei der Aufgabe Drohfixieren durch fremde Person bellt oder bei der Aufgabe Bedrohung mit Stock Drohfixieren, Knurrbellen mit einem submissiven Display und Ziehen an der Leine zeigt.
Ein entsprechendes Gutachten zu einem Test vom 5. März 2002 stellt dar:
„In der Situation 5 (Anstarren) springt die Hündin in Richtung der Testperson und bellt einmal. Sie wendet sich im Anschluss sofort ab, zeigt Schnüffeln und Graben am Boden und nimmt dann Kontakt mit der Testperson auf.

In der Situation 29 (Bedrohung mit Stock) reagiert die Hündin mit optischen und akustischen Drohsignalen (Drohfixieren, Knurrbellen) mit einem submissiven Display (zurück gelegte Ohren) und Ziehen an der Leine in Richtung der Testperson. Bei einem erneuten Abtesten der Situation mit Maulkorb weicht die Hündin der Testperson aus und zeigt keine aggressiven Signale.

Das Drohverhalten des Hundes ist im Hinblick auf den gebotenen Reiz durchaus noch als situationsadäquat einzuordnen und damit in einem Bereich, der für einen Hund als normal einzuordnen ist.

In den übrigen Hund Mensch und Hund Umwelt Kontakten können keine aggressiven Signale beobachtet werden.

In der Testsituation am 05.03.2002 konnten bei der Hündin keine Hinweise auf gestört oder inadäquat aggressives Verhalten im Sinne der GefTVO vom 05.07.2000 beobachtet werden.“
(Die GefTVO ist die niedersächsische Verordnung über das Halten gefährlicher Tiere – Gefahrtier-Verordnung – vom 5. Juli 2000, die später durch Gesetze abgelöst wurde, siehe Hundegesetze.)

## Punktesystem beim niedersächsischen Wesenstest
Es werden Negativpunkte vergeben in Abhängigkeit vom Schwierigkeitsgrad der Übung und vom gezeigten Hundeverhalten. Einfache Übungen werden mit höheren Multiplikatoren, schwere Übungen mit einem einfachen Multiplikator berücksichtigt. Leicht aggressives Verhalten des Hundes, z. B. Knurren, wird mit 2 Negativpunkten bewertet, Schnappen in Entfernung mit 3, Beißversuche mit 5 und Beruhigung des Tieres erst nach über 10 Minuten mit 7 Negativpunkten. Das Punktesystem ermöglicht eine einfachere statistische Auswertung der Testergebnisse.

## Entwicklung von 2000 bis 2005
Der Wesenstest für Hunde wurde in Deutschland vom Gesetzgeber eingeführt, nachdem es im Jahre 2000 eine verstärkte Medienberichterstattung und großes öffentliches Interesse an einigen Angriffen von Hunden auf Menschen gab, die dabei verletzt und in einigen Fällen sogar getötet wurden. Die Medienberichterstattung konzentrierte sich zumeist auf so genannte Kampfhunde, so dass die öffentliche Meinung entstand, Todesfälle durch Hundebisse seien größtenteils durch Hunde der sogenannten Kampfhunderassen verursacht worden. Die Medienberichterstattung ließ andererseits zwei Todesfälle durch Rottweiler und einen Todesfall durch einen Labrador Retriever im selben Jahr unberücksichtigt.
Im Juli 2000 wurden von allen Bundesländern – mit Ausnahme von Thüringen – sogenannte Rasselisten mit Hunderassen, denen genetisch begründete Aggressivität unterstellt wurde, erstellt bzw. erweitert. Seitdem haben die Bundesländer Sachsen-Anhalt und Niedersachsen diese Rasselisten wieder abgeschafft. Hingegen wurde im gleichen Zeitraum beispielsweise in Bayern die Rasseliste deutlich erweitert und umfasst nun u. a. auch die deutsche Rasse Rottweiler.
Während im Jahr 2000 in den 15 Bundesländern mit Rasselisten fast ausschließlich sogenannte Listenhunde getestet wurden, müssen in drei von 16 Bundesländern nur noch tatsächlich auffällige Hunde zum Wesenstest. Diese auffälligen Hunde zeigen beim Wesenstest eine signifikant höhere Durchfallquote als jene Hunde, die aufgrund ihrer Rasse zum Test mussten.
Der niedersächsische Landtag begründete die Aufhebung der Rasseliste mit Erkenntnissen der wissenschaftlichen Auswertung durch die Tierärztliche Hochschule Hannover. Die in dem Zusammenhang veröffentlichten Dissertationen zeigen auf, dass die Durchfallquote bei Listenhunden nicht signifikant höher ist als bei einer Vergleichsgruppe Hunde der Rasse Golden Retriever. So schreibt Tina Johann 2004 in ihrer Dissertation: „In dieser Studie wurde beim Vergleich der Rassen American Staffordshire Terrier, Bullterrier, Dobermann, Rottweiler, Staffordshire Bullterrier und Hunden vom Pitbull-Typus mit der Kontrollgruppe der Golden Retriever kein Unterschied im Auftreten von inadäquat aggressivem Verhalten festgestellt. Es ist somit ethologisch nicht vertretbar, dass bestimmte Hunderassen vom Gesetzgeber und der Gesellschaft diskriminiert werden.“ „Die Ergebnisse zeigen, dass es nicht legitim ist, bestimmte Rassen zu diskriminieren und sie den Verboten und Einschränkungen von so genannten Rasselisten zu unterwerfen. Vielmehr sollte in unserer Gesellschaft ein kompetenter, fachlich gebildeter und verantwortungsvoller Hundebesitzer gefördert werden, denn dies ist eine wirkungsvolle Maßnahme, um Verhaltensproblemen bei Haushunden vorzubeugen.“ Eine weitere Arbeit kam zu dem Ergebnis, dass die Hunderasse Bullterrier, die zuvor als eine der vier gefährlichen Hunderassen festgeschrieben war, eine unterdurchschnittliche Aggressionsneigung im Vergleich mit anderen Hunderassen zeigte.
Die zwischen 2000 und 2005 aufgrund tatsächlicher Auffälligkeiten zum niedersächsischen Wesenstest verpflichteten Hunde waren hauptsächlich Schäferhunde und Mischlinge.